# سينارة أريزونية
سينارة أريزونية (الاسم العلمي: Cinara arizonica) هي نوع من الحشرات يتبع جنس السينارة من الفصيلة المنية.